# April 2022
Portal Geschichte | Portal Biografien | Aktuelle Ereignisse | Jahreskalender | Tagesartikel

◄ |
20. Jahrhundert |
21. Jahrhundert

◄ |
1990er |
2000er |
2010er |
2020er
| 2030er | 2040er

◄ |
2018 |
2019 |
2020 |
2021 |
2022
| 2023 | 2024 | 2025 | 2026 | ►

◄ |
Januar 2022 |
Februar 2022 |
März 2022 |
April 2022 |
Mai 2022 |
Juni 2022 |
Juli 2022 |
►
Dieser Artikel behandelt tagesbezogene Nachrichten und Ereignisse im April 2022.

## Tagesgeschehen

### Freitag, 1. April 2022
- Linz/Österreich: Wolfgang Eder wird neuer Aufsichtsratsvorsitzender der Voestalpine.
- Colombo/Sri Lanka: Präsident Gotabaya Rajapaksa ruft nach zunehmenden Unruhen während einer schweren Wirtschaftskrise den landesweiten Notstand aus.[1]

### Samstag, 2. April 2022
- Islamischer Kulturkreis: Beginn des Ramadan (bis 2. Mai)

### Sonntag, 3. April 2022
- Christchurch/Neuseeland: Im Finale des Women’s Cricket World Cups besiegt Australien England mit 71 Runs und sichert sich damit den siebenten Weltmeisterschaftstitel.
- Costa Rica: Rodrigo Chaves Robles wird bei der Stichwahl der Präsidentschaftswahl zum Präsidenten gewählt.
- Las Vegas/Vereinigte Staaten: Grammy-Verleihung
- Serbien: Parlamentswahl
- Ungarn: Parlamentswahl
- Islamabad/Pakistan: Premierminister Imran Khan verhindert ein Misstrauensvotum gegen seine Regierung, indem Staatspräsident Arif Alvi auf seine Bitte hin das Parlament auflöst.[2]

### Montag, 4. April 2022
- Genf/Schweiz: Der dritte Teil des sechsten Sachstandsberichts des IPCC wird veröffentlicht.
- Kennedy Space Center/Vereinigte Staaten: Geplanter Start der Axiom Mission 1 zur ISS.
- Colombo/Sri Lanka: Außer Präsident Gotabaya Rajapaksa und Premierminister Mahinda Rajapaksa treten alle 26 Minister der Regierung zurück, später auch Zentralbankgouverneur Ajith Cabraal.[3][4]
- Berlin/Deutschland: Der Schriftstellerin Esther Kinsky wird der Kleist-Preis zuerkannt.
- Grand Rapids/Vereinigte Staaten: Der 26-jährige dunkelhäutige Einwanderer Patrick Lyoya wird von einem Polizisten grundlos durch einen Schuss in den Hinterkopf ermordet.

### Dienstag, 5. April 2022
- Den Haag/Niederlande: Vor dem Internationalen Strafgerichtshof beginnt der Prozess gegen Ali Kuschaib, den Anführer der Dschandschawid-Milizen im Darfur-Konflikt in Sudan, wegen Kriegsverbrechen und Verbrechen gegen die Menschlichkeit.
- Graz/Österreich: Mit dem Film Sonne von Kurdwin Ayub beginnt die 25. Diagonale. (bis 10. April)

### Mittwoch, 6. April 2022
- Bagdad/Irak: Präsidentschaftswahl

### Donnerstag, 7. April 2022
- New York City/Vereinigte Staaten: Als Reaktion auf Berichte über russische Menschenrechtsverletzungen im Ukraine-Krieg setzt die Generalversammlung der Vereinten Nationen die Mitgliedschaft Russlands im UN-Menschenrechtsrat aus.
- Düsseldorf/Deutschland: Nordrhein-Westfalens Umweltministerin Ursula Heinen-Esser (CDU) tritt nach einer Affäre in Zusammenhang mit der Flutkatastrophe vom Juli 2021 zurück.

### Freitag, 8. April 2022
- Kramatorsk/Ukraine: Bei einem russischen Raketenangriff auf den zivil genutzten Bahnhof von Kramatorsk werden 58 Menschen getötet und mindestens 109 verletzt.

### Samstag, 9. April 2022
- Gambia: Parlamentswahl
- Mettlach/Deutschland: Die als „Richteiche“ bezeichnete Stieleiche, der umfangsstärkste Baum des Saarlandes, erhält vom Kuratorium Nationalerbe-Baum der Deutschen Dendrologischen Gesellschaft die Auszeichnung zum Nationalerbe-Baum.[5]

### Sonntag, 10. April 2022
- Frankreich: Präsidentschaftswahl (Erster Wahlgang)
- Mexiko-Stadt/Mexiko: Referendum über die Abberufung von Präsident Andrés Manuel López Obrador.[6]
- Südossetien: Präsidentschaftswahl

### Montag, 11. April 2022
- Berlin/Deutschland: Als Reaktion auf Vorwürfe im Zusammenhang mit der Flutkatastrophe im Juli 2021 erklärt Bundesfamilienministerin Anne Spiegel ihren Rücktritt. Sie war zum Zeitpunkt des Hochwassers Umweltministerin in Rheinland-Pfalz gewesen.

### Samstag, 16. April 2022
- Golf von Gabès/Tunesien: Sieben Kilometer vor der tunesischen Küste sinkt der unter der Flagge Äquatorialguineas fahrende Öltanker Xelo mit 750 Tonnen Diesel an Bord.

### Dienstag, 19. April 2022
- Dili/Osttimor: Bei der Präsidentschaftswahl unterliegt Amtsinhaber Francisco Guterres seinem Herausforderer José Ramos-Horta in der Stichwahl.

### Mittwoch, 20. April 2022
- Berlin/Deutschland: Die Co-Vorsitzende der Partei Die Linke, Susanne Hennig-Wellsow, gibt ihren Rücktritt bekannt.[7]

### Freitag, 22. April 2022
- Dresden/Deutschland: Der sächsische Ministerpräsident Michael Kretschmer entlässt Roland Wöller (CDU) als Innenminister.

### Samstag, 23. April 2022
- Venedig/Italien: Beginn der 59. Auflage der Biennale (bis 27. November)
- Wien/Österreich: Romyverleihung 2022
- München/Deutschland: Durch einen 3:1-Heimsieg in der Allianz Arena über Borussia Dortmund wird der FC Bayern München vorzeitig Deutscher Fußballmeister 2021/22. Es ist der zehnte Meistertitel in Serie für den Verein.[8]

### Sonntag, 24. April 2022

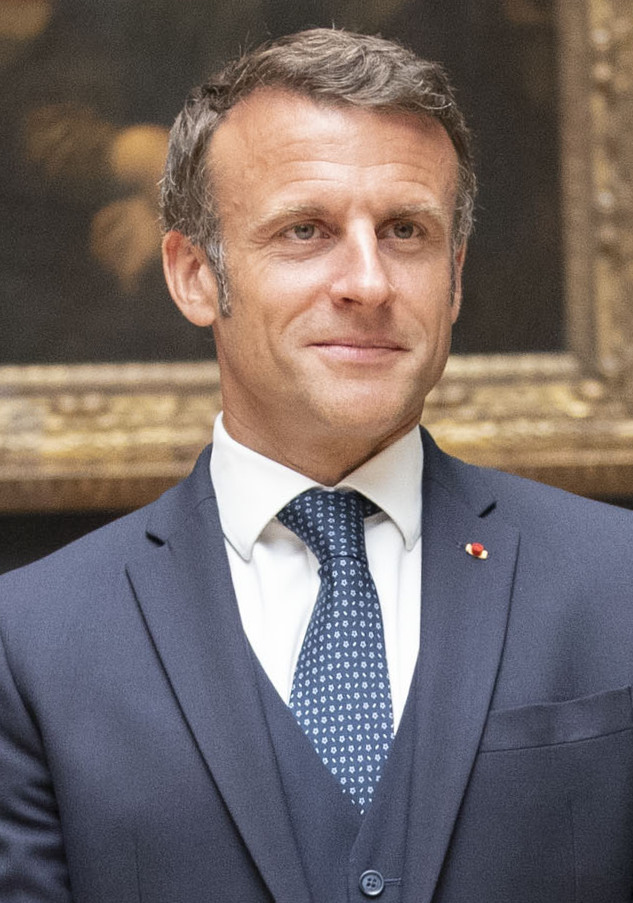
Emmanuel Macron

- Emmanuel MacronFrankreich: Im zweiten Wahlkampf der Präsidentschaftswahl in Frankreich 2022 wird Emmanuel Macron wiedergewählt
- Slowenien: Parlamentswahl

### Montag, 25. April 2022
- Straßburg/Frankreich: Parlamentarische Versammlung des Europarates (bis 28. oder 29. April 2022)[9][10]
- Berlin/Deutschland: Bundespräsident Frank-Walter Steinmeier entlässt die zurückgetretene Bundesministerin für Familie, Senioren, Frauen und Jugend Anne Spiegel aus ihrem Amt und ernennt zugleich Lisa Paus als ihre Nachfolgerin.[11]
- Saarbrücken/Deutschland: Der Landtag des Saarlandes wählt Anke Rehlinger (SPD) mit 32 von 51 Stimmen als Nachfolgerin von Tobias Hans (CDU) zur neuen Ministerpräsidentin.[12]

### Dienstag, 26. April 2022
- Wien/Österreich: In der Hofburg werden Paul Lendvai, Martin Thür und Christa Zöchling mit dem Concordia-Preis ausgezeichnet.

### Mittwoch, 27. April 2022
- Moskau/Russland: Der Energiekonzern Gazprom stellt die Belieferung von Bulgarien und Polen mit Erdgas ein, begründet mit der Weigerung der beiden Länder, ihre Rechnungen in Rubel zu begleichen.[13]
- Brüssel/Europäische Union: Die Europäische Kommission startet den Rechtsstaatsmechanismus gegen Ungarn. Der Europäische Gerichtshof hatte im Februar die Klage der EU-Mitglieder Ungarn und Polen gegen den Mechanismus abgewiesen.[14]

### Donnerstag, 28. April 2022
- Jakarta/Indonesien: Zur Sicherstellung der Eigenversorgung des Landes mit preisgünstigem Speiseöl tritt ein Ausfuhrstopp für bestimmte Sorten Palmöl, dem weltweit am meisten produzierten, verbrauchten und gehandelten Pflanzenfett, in Kraft. Indonesien ist mit Abstand der weltgrößte Palmöl-Exporteur; das Produkt wird in zahlreichen Nahrungsmitteln, in Wasch- und Reinigungsmitteln, in Kosmetik, in der Chemieindustrie und als Energiequelle (Beimischung in Biokraftstoffe) verwendet, Hauptimporteure sind Indien, China, Pakistan und Bangladesch.[15]

### Freitag, 29. April 2022
- Wien/Österreich: Amadeus-Verleihung 2022[16]
- London/Vereinigtes Königreich: Boris Becker ist zu einer Haftstrafe von zwei Jahren und sechs Monaten verurteilt worden.

### Samstag, 30. April 2022
- Berlin/Deutschland: Ronald Pofalla scheidet aus dem Vorstand der Deutschen Bahn aus.
- Portimão/Portugal: Auf dem Autódromo Internacional do Algarve beginnt die 36. DTM-Saison.
- Quito/Ecuador: Präsident Guillermo Lasso verhängt wegen zunehmender Gewalt den Ausnahmezustand in den drei Provinzen Guayas, Manabí und Esmeraldas.[17]